# Джон Кессел
Джон Кессел (англ. John Kessel, нар. 24 вересня 1950, Баффало, Нью-Йорк) — американський письменник у жанрі наукової фантастики та фентезі. Автор численних оповідань та повістей, а також чотирьох сольних романів «Добрі новини з космосу» (1989), «Розбещення доктора Красивого» (1997), «Місяць та інші» (2017), «Гордість і Прометей» (2018), і одного роману «Берег свободи» (1985) у співпраці зі своїм другом Джеймсом Патріком Келлі. Кессел одружений з письменницею Терезою Енн Фаулер.

## Освіта
Кессел отримав бакалаврський ступінь з фізики та англійської мови в Університеті Рочестера в 1972 році, а згодом ступінь магістра англійської мови в Університеті Канзасу в 1974 році і доктор ступінь доктора філософії з англійської мови в Університеті Канзасу в 1981 році, де він навчався у письменника-фантаста та вченого Джеймса Ґанна.

## Творчість
У 1982 році Кессел здобув премію «Неб'юла» за повість «Інший сирота», в якій головний герой опиняється в романі «Мобі Дік», і другу за повість «Гордість і Прометей» 2008 року, яка поєднує оповідання Джейн Остін «Гордість та упередження» з історією «Франкенштайна» Мері Шеллі. Його повість «Буйвол» (Buffalo) виграла премію Theodore Sturgeon Memorial Award в 1992 році.

### Романи
- 1985 «Берег свободи» (Freedom Beach) (разом з Патріком Келлі)
- 1989 «Добрі новини з космосу» (Good News From Outer Space)
- 1997 «Корупція доктора Найса» (Corrupting Dr. Nice)
- 2017 «Місяць та інші» (The Moon and the Other)
- 2018 «Гордість і Прометей» (Pride and Prometheus)